# 石勒
趙明帝石勒（274年—333年8月17日），字世龍，原名㔨，小字匐勒，上黨武鄉（今山西榆社）羯人，是五胡十六國時代後趙的開國君主。
石勒早年为奴隶，初期因公師藩而起兵，後投靠漢趙君主劉淵，之後卻與漢國決裂，由漢國分裂出去。石勒在他的謀臣，漢人張賓輔助之下以襄國（今河北邢台）為根據地，並陸續消滅了王浚、邵續、段匹磾等西晉於北方的勢力，繼而又消滅曹嶷，進侵東晉以及消滅劉曜領導的前趙，又北征代國，率領後趙成為當時北方最強盛的國家。石勒又實行多項措施，推動文教和經濟發展。另外他厚待來自西域的佛教僧侶佛圖澄，對當時佛教的傳播有一定貢獻。

## 出身
石勒出身羯胡，為南匈奴羌渠人。其祖先為匈奴分支部落的贵族。石勒原沒有漢文姓名，其姓與名皆是由牧人汲桑所起。
羯人的起源不詳，可能起源自小月氏，而歷史學家陳寅恪認為可能起源於中亞康居。

## 生平
石勒壯健有膽量和魄力，雄健威武，更喜愛騎射。父親周曷朱為部落小帥，因性格粗暴凶惡而不被一眾胡人心服，常命石勒代他領導部眾，卻得眾人信賴。當時相士和父老都稱石勒相貌奇特，氣度非常，前途無可限量，勸邑中人厚待他。但大部份人對這說法都嗤之以鼻，唯獨郭敬和甯驅相信，更加借資源給他，石勒亦感恩，盡心為他耕作。
太安二年（303年），并州發生大饑荒，石勒與一眾胡人逃散，於是去依靠甯驅。當時北澤都尉劉監打算將他賣掉，幸得甯驅協助才沒有成事。之後石勒暗中改投都尉李川，路上遇見郭敬，於是向他哭訴飢寒之苦。郭敬聽後傷心流涕，送他衣服和食物。當時石勒向郭敬建議誘一眾胡人到冀州吃糧，借故賣掉他們換取金錢，既可解諸胡饑困，亦能獲利。而同時建威將軍閻粹說服并州刺史司馬騰遷諸胡到太行山以東地區販賣，以獲得軍事資本，於是司馬騰就派人到冀州捕捉一眾胡人，連石勒都被抓著。當時負責捕捉胡人的張隆多次毆打石勒，而且路上常有人飢餓或病倒，石勒全靠郭敬親族郭陽和郭時的资助才成功到冀州。到冀州後石勒被賣給師懽為奴，師懽却因其儀表堂堂，氣质出眾，讓他做了自己的佃客。因此石勒出身係奴隸，為中國史上從奴隸到皇帝，地位提升最多之人。
當時師懽家在牧苑側，石勒於是與牧帥汲桑往來，更以自己有相馬的能力而自薦給汲桑。後結集王陽、夔安、支雄、冀保、吳豫、劉膺、桃豹、逯明、郭敖、劉徵、張曀僕、呼延莫、郭黑略、張越、孔豚、趙鹿、支屈六十八個壯士一同號稱為「十八騎」，並與他們搶掠園林，以財寶巴結汲桑。

### 縱兵河北
永興二年（305年），成都王司馬穎被河間王司馬顒廢去官位和皇太弟身份，因司馬穎曾鎮鄴城，很多河北人都可憐司馬穎的遭遇。司馬穎舊將公師藩於是自稱將軍，以司馬穎之名在趙、魏之間舉兵，聚眾數萬，汲桑與石勒亦率數百騎師附公師藩。此時，汲桑才命石勒以石為姓，以勒為名。公師藩則拜石勒為前隊督，並與他進攻守鄴城的平昌公司馬模，卻被苟晞、丁紹和司馬模部將馮嵩擊敗。次年，公師藩在白馬縣打算南渡黃河，被苟晞擊殺。
公師藩死後，石勒與汲桑逃回茌平牧苑，石勒被汲桑命為伏夜牙門，率領牧人劫掠郡縣的囚犯，又招納潛居山間的亡命之徙。汲桑於是在永嘉元年（307年）自稱大將軍，聲稱要為上一年被殺的司馬穎報仇。汲桑以石勒為前驅，屢次取勝，於是署石勒為討虜將軍、“忠明亭侯”。石勒即隨汲桑進攻鄴城，擔任前鋒都督，大破馮嵩，並且長驅直進，於五月攻陷鄴城。汲桑在鄴城殺司馬騰和萬多個兵民，焚毀鄴城宮室和搶掠城中婦女珍寶後才離開。
石勒及後又跟汲桑進攻幽州刺史石尟。石勒在樂陵擊殺石尟後又擊敗率五萬兵營救石尟的乞活軍將領田禋，並與苟晞相持於平原、陽平之間數月，期間發生三十多場戰事，互有勝負，迫使太傅司馬越率兵在官渡為苟晞聲援。石勒和汲桑於九月大敗給苟晞，於是收拾餘眾，打算投奔劉淵建立的漢國，但又於赤橋敗於冀州刺史丁紹，石勒於是逃到樂平。後汲桑更在樂陵被晉兵所殺。
石勒投漢國後，於十月就成功讓據守上黨的㔨督和馮莫突歸降漢國，劉淵於是封石勒為“輔漢將軍”、“平晉王”。後又因據守樂平的烏桓人張伏利度不肯加盟漢國，石勒於是假稱得罪劉淵而投奔張伏利度，並與他結為兄弟，與其胡人部眾一同搶掠郡縣，所向無敵，於是眾人畏服。石勒在眾人心附自己後乘宴會抓著張伏利度，讓部眾推舉自己為主。石勒後釋放張伏利度而率領其部眾歸附漢國。劉淵於是加石勒為督山東征討諸軍事，並讓這些胡人部眾跟隨他。

### 侵擾山東
劉淵派兵向外擴張，於永嘉二年（308年），派石勒領兵東侵。石勒於九月攻陷鄴城，征北將軍和郁逃走。十月劉淵稱帝，授予使持節，平東大將軍。不久石勒又率三萬進攻魏郡、汲郡和頓丘，五十多個由當地人集結的壁壘望風歸附，於是獲假壘主將軍、都尉印綬。後更殺魏郡太守王粹和冀州西部都尉馮沖，並擊敗殺害乞活軍將領赦亭和田禋。劉淵於是授予石勒安東大將軍、開府。石勒於永嘉三年（309年）進攻鉅鹿和常山，部眾增加至十多萬人，更有文士加入，以他們成立「君子營」，石勒以漢人張賓為謀主，刁膺、張敬為股肱。因軍事力量強大，在石勒派張斯游說之下，并州的胡羯大多亦跟從石勒。
劉淵之後派兵進攻壺關，石勒後被任命為前鋒都督，擊破劉琨派來救援壺關的軍隊，助漢國攻陷壺關。九月，晉司空王浚派祁弘與段務勿塵在飛龍山進攻石勒，石勒大敗，退屯黎陽，但仍能分派諸將攻打未及叛變的部眾，收降三十多個壁壘，並置守宰安撫。十一月，石勒進攻信都，殺害冀州刺史王斌。當時，王浚命裴整和王堪領兵討伐石勒，石勒於是立刻回軍抵禦。石勒到黎陽後，裴憲拋棄軍隊逃到淮南，王堪則退守倉垣。劉淵於是授命石勒為鎮東大將軍，封“汲郡公”，石勒辭讓封爵。
永嘉四年（310年），石勒南渡黃河，攻陷白馬後與王彌一同進攻徐、豫、兗三州。不久更攻下鄄城和倉垣，並北渡黃河進攻冀州諸軍，投降他的平民多達九萬多人。及後又協助劉聰等人進攻河內，並進攻冠軍將軍梁巨，晉懷帝派兵援救。梁巨因兵敗請降，石勒不許，最終坑殺萬多名降卒並殺死梁巨，援兵亦退還。此戰戰果使得河北各個自守的堡壘都震驚，紛紛送人質到石勒處。同年劉淵逝世，劉聰殺兄劉和繼位，任命石勒為征東大將軍、并州刺史、“汲郡公”。石勒這次辭讓征東大將軍。隨後便會合劉粲、劉曜、王彌大軍進攻洛陽，直入洛川。石勒又進攻倉垣，但被守將王讚擊敗。

### 轉攻荊州
石勒後來改攻南陽，早前在荊州叛變的雍州流民王如、侯脫和嚴嶷等都感到恐懼，於是派了一萬兵屯守襄城以作抵抗。但石勒到後擊敗守軍並將部眾全數俘虜，進駐宛城以北。當時侯脫據有宛城而王如守穰縣，王如怕石勒進攻，於是以珍寶賄賂石勒，與他結為兄弟；同時又因王如與侯脫不睦，於是勸石勒進攻侯脫。嚴嶷知道石勒攻宛後領兵救援，但石勒十二日便攻陷宛城，嚴嶷趕不及而直接向石勒投降。石勒誅殺侯脫，囚禁嚴嶷，呑併了二人部眾，軍力愈為強盛。
石勒於是進一步南侵，進攻襄陽並循漢水攻陷三十多個處於江西的壁壘。石勒留刁膺守襄陽後就率三萬精銳騎兵還攻王如，但因怕王如強盛，於是改攻襄城。王如知道後就命弟弟王璃率兵，假稱犒軍而襲擊石勒，但遭石勒擊滅。石勒至此有雄據長江、漢水一帶的意願，張賓雖然反對並勸他北歸但都不聽。
永嘉五年（311年），駐鎮建業的琅琊王司馬睿見石勒南侵荊州，於是派王導率兵討伐。而石勒軍糧不繼，更加因疫症損失大半士兵。石勒於是接納張賓建議，焚毀輜重，收好糧食和卷起盔甲，輕兵渡過沔水並進攻江夏，然後北歸，先攻陷新蔡，殺新蔡王司馬確，後再攻陷許昌。

### 永嘉之亂
永嘉五年（311年）三月，率領行臺和二十多萬晉兵討伐石勒的司馬越死在項縣，大軍於是在王衍及襄陽王司馬範帶領下護送司馬越靈柩回東海國。四月，石勒率輕騎追擊晉軍，終在苦縣寧平城追上大軍，並殺敗王衍所派的將軍錢端。晉兵在錢端敗死後潰敗，被石勒包圍並射殺，士兵在混亂中互相踐踏，全軍覆沒。石勒誅殺包括王衍以內隨行的官員和西晉宗室。不久石勒在洧倉追上司馬越世子司馬毗由洛陽東歸的部眾，又將司馬毗及宗室王等人殺害。
隨後，劉聰派呼延晏率大軍進攻洛陽，石勒領三萬騎兵到洛陽與大軍會合，攻陷洛陽，俘虜晉懷帝。戰後石勒將戰功歸於王彌和劉曜，於出屯許昌。七月，石勒領兵攻晉大將軍苟晞所駐蒙城，生擒苟晞並任用為左司馬。劉聰於是以石勒為幽州牧。
苟晞被擒後，王彌寫了一封言辭卑屈的書信祝賀石勒，同時石勒又知道王彌忌憚自己，打算引自己到青州然後殺害。石勒於是聽從張賓的建議：乘王彌當時兵力減弱而消滅他。不久石勒就聽從張賓的建議，率兵救援與乞活軍相持不下的王彌以換取王彌的信任，隨後就借宴會的機會襲殺王彌，吞併了他的部眾，並假稱王彌謀反。劉聰知道石勒殺王彌後大怒，但又因怕他生了異心而不敢處罰，反而加授鎮東大將軍、督并、幽二州諸軍事、領并州刺史。
後來晉并州刺史劉琨將早年與石勒失散的石勒生母以及侄兒石虎送返，並授予侍中、車騎大將軍、領護匈奴中郎將、襄城郡公給石勒以作招降。但石勒拒絕，僅厚待劉琨使者和送名馬及珍寶給劉琨以作謝禮。

### 圖攻建業
永嘉六年（312年），石勒在葛陂建屋宇，推廣耕作，營造船隻，打算攻略建業。但當年正遇上連綿三個月的大雨，司馬睿知道石勒的行動後更招集江南的兵眾會聚壽春以作抵禦。石勒軍中缺糧和有疫症，大量士兵死亡，而且多次收到來自司馬睿的討伐文告，似乎即將攻來，於是召集眾人討論。最後石勒接納張賓的建議，放棄留駐南方而北據鄴城三臺，經營河北，並以該處作根據地發展勢力。
石勒於是先將輜重北歸，又派石虎領兵攻壽春以防晉軍追擊輜重，最終晉兵雖然擊敗石虎，但仍因怕石勒有伏兵而只駐守壽春。然而石勒北歸時經過地方都堅壁清野，石勒試圖掠取物資都一無所獲，於是軍中有大飢荒，士兵相食。到東燕郡時因引誘當地建壁壘自守的向冰並成功在棘津擊敗向冰的軍隊，從而獲得軍需品，重振軍力，得以長驅直進，向鄴城進發。

### 駐鎮襄國
守鄴城的晉北中郎將劉演知道石勒將來攻擊就加緊守城，然而其部將臨深和牟穆率部眾向石勒投降。石勒諸將當時打算強攻鄴城，但是張賓認為劉演仍能倚仗鄴城三臺而負隅頑抗，強攻未必能輕易奪取，反而暫時放棄攻取能讓劉演自己潰敗。於是建議石勒先消滅大司馬、領幽州刺史王浚和并州刺史劉琨這兩個大敵，並提出邯鄲和襄國兩處作為取鄴城前的臨時根據地。石勒聽從，率軍進據襄國。
石勒駐鎮襄國後，就上表劉聰陳述駐鎮當地的意圖，又分遣諸將進攻冀州各郡縣的壘壁，使他們大多都歸附，並運糧給石勒。劉聰收到上表後署石勒為使持節、散騎常侍、都督冀幽并營四州雜夷、征討諸軍事、冀州牧，進封“上黨郡公”，開府、幽州牧、東夷校尉如故。

### 消滅王浚
石勒後進攻王浚將領游綸、張豺所駐的苑鄉，遭王浚派兵聯同段部鮮卑的段疾陸眷、段末柸和段匹磾所率部眾共五萬多人前來討伐。石勒屢次敗於段疾陸眷，更發現對方打算攻城，在張賓及孔萇的建言下，石勒在北城城內設立二十多道突門，並在門內藏伏兵；期間不出戰以示弱，待對方鬆懈來攻時，突門中的伏兵出擊，出其不意。石勒最終因而成功生擒段部鮮卑中最勇悍的段末柸，逼得段疾陸眷退兵。石勒之後派使者向段疾陸眷求和，並與其結為兄弟。隨著段疾陸眷退兵，王浚軍不能獨留，石勒於是解除了危機。同時，石勒厚待並送還段末柸的行動令他歸心於石勒，削弱了一直支持著王浚的鮮卑力量。游綸、張豺在戰後也向石勒請藩。
建興元年（313年），石勒派石虎攻陷鄴城，當地流人都向石勒歸降。石勒後又派孔萇攻定陵，殺兗州刺史田徽，王浚所任的青州刺史薄盛歸降石勒，山東地區各個郡縣相繼被石勒奪取，劉聰於是升石勒為侍中、征東大將軍。一直支持王浚的烏桓也背叛王浚，暗中歸附石勒，使得王浚勢力更弱。
永嘉之亂後，王浚就假立太子，設立行臺，自置百官，更打算自立為帝，驕奢淫虐。石勒打算消滅王浚，吞併其勢力，張賓建議石勒假意投降王浚。石勒於是卑屈的向王浚請降歸附，在王浚使者來時特意讓弱兵示人，並且故作卑下，接受王浚的書信時朝北向使者下拜和朝夕下拜王浚送來的塵尾，更假稱見塵尾如見王浚；又派人向王浚聲稱想親至幽州支持王浚稱帝。王浚於是完全相信石勒的忠誠。然而，石勒一直派去作為使者的王子春卻為石勒刺探了王浚的虛實，讓石勒做好充足準備。
建興二年（314年），石勒正式進兵攻打王浚，乘夜行軍至柏人縣，接受張賓的建議，利用王浚和劉琨的積怨，寫信並送人質向劉琨請和，聲稱要為他消滅王浚。因此劉琨最終都沒有救援王浚，樂見王浚被石勒所滅。石勒一直進軍至幽州治所薊縣，先以送王浚禮物為由驅趕數千頭牛羊入城，阻塞道路，之後更縱容士兵入城搶掠，並捕捉王浚，數落王浚不忠於晉室，殘害忠良的罪行。石勒命將領王洛生押解王浚到襄國處斬，又盡殺王浚手下精兵萬人，擢用裴憲和荀綽為官屬。石勒留薊兩日後就焚毀王浚宮殿，留劉翰守城而返。
石勒回到襄國後將王浚首級送給劉聰，劉聰於是任命石勒為大都督、督陝東諸軍事、驃騎大將軍、東單于，並增封二郡。劉聰更與建興三年（315年）賜石勒弓矢，加崇為陝東伯，專掌征伐，他所拜授的刺史、將軍、守宰、列侯每年將名字及官職上呈就可，又以石勒長子石興為上黨國世子。

### 攻陷并州
建興四年（316年），石勒率兵在玷城圍困晉樂平太守韓據，韓據向劉琨求援。劉琨因不久以前代國內亂而獲得拓跋猗廬舊部箕澹及衞雄率代國晉人和烏桓人加入而大大強化了軍力，於是打算借此討伐石勒，因此不顧箕澹和衞雄的勸阻，動用所有軍力，派箕澹率二萬作前鋒，自己則進屯廣牧為箕澹聲援。石勒以箕澹部眾遠道而來而筋疲力竭，而且烏合之眾，號令不齊，不難應付，決意迎擊。石勒於是在山中設下伏兵，自己率兵與箕澹作戰，然後向北退兵引箕澹深入，與伏兵夾擊箕澹而大敗對方，箕澹北逃到代郡而韓據則棄城奔劉琨。此戰震動并州，守著治所陽曲的劉琨長史李弘竟以并州投降石勒，使得劉琨進退失據，唯有投奔幽州刺史段匹磾。

### 討平內亂
太興元年（318年），劉聰患病，徵石勒為大將軍、錄尚書事，受遺詔輔政，但石勒不受。劉聰於是又命石勒為大將軍、持節鉞，都督等如故，並增封十郡，又不受。不久劉聰死，太子劉粲繼位後不久便被靳準所殺，自稱漢天王。石勒於是命張敬率五千兵作前鋒，自己親率五萬兵討伐靳準。石勒進據襄陵北原，羌羯四萬多個部落向石勒投降，靳準數度挑戰都不能攻破石勒的防禦。十月劉曜北上討伐靳準，並於赤壁（今山西河津縣西北赤石川）即位為帝，任命石勒為大司馬、大將軍，加九錫，增封十郡，進爵為“趙公”。
隨後石勒進攻首都平陽，各族共十多萬部落都向石勒投降。十一月，靳準派卜泰向石勒請和，石勒將使者囚禁後送交劉曜，以示城內並無歸附劉曜之意。但劉曜卻由卜泰為他傳話，勸靳準迎接他到平陽。靳準考慮未決，於十二月被靳康等人所殺，推靳明為主，向劉曜請降。石勒見靳氏不向自己歸降，大怒，率軍進攻靳明，靳明出戰但被擊敗，於是閉門自守。不久石虎與石勒會合，共攻平陽，靳明向劉曜求救，劉曜派兵迎靳明出城。石勒則進平陽城，焚毀平陽宮室，遷城內渾儀、樂器到襄國，留兵戍守後返回襄國。

### 建立後趙
太興二年（319年）二月，石勒派左長史王脩獻捷報給劉曜，劉曜於是授予石勒太宰、領大將軍，進爵“趙王”，並加一系列特殊禮待，如同昔日曹操輔東漢的先例。劉曜讓王脩返回襄國後，石勒舍人曹平樂卻對劉曜說王脩前來的目的是要探劉曜的虛實，王脩返回報告後，石勒就會進襲劉曜。當時劉曜實力的確大為損耗，聽到曹平樂的話後十分害怕王脩會向石勒報告他的虛實，於是追還王脩並殺害他，原本授予石勒的官位、封爵及禮遇亦擱置。王脩副手劉茂卻成功逃脫，到石勒於三月回到襄國時就報告王脩之死，石勒大怒：「我事奉劉氏，盡心做得比起人臣的本份更有餘了。他們的基業都是我打下來的，今日得志了竟想來謀算我。趙王、趙帝，我自己也能給自己，哪用得著由他們賜予！」自此與前趙結了仇怨。
當年十一月，石勒稱大將軍、大單于、領冀州牧、趙王，於襄國即趙王位，正式建立後趙，稱趙王元年。

### 吞併冀幽
雖然石勒於建興二年（314年）殺害王浚，取得薊縣，但不久石勒所命駐守薊縣的劉翰背叛石勒而歸附段匹磾，段匹磾於是進據薊縣。然而，因段匹磾多次與段末柸相攻，又於太興元年（318年）殺死劉琨，使得大批胡人和漢人投奔邵續、段末柸或石勒，導致實力大減。段匹磾於次年因石勒將領孔萇進攻幽州，不能自立，因而投奔晉冀州刺史邵續還據有的厭次。至太興三年（320年）段末柸再擊敗段匹磾，段匹磾與邵續聯手追擊段末柸並擊敗他，隨後就與弟弟段文鴦北攻段末柸弟弟駐守的薊城。此時，石勒知道邵續勢孤，於是派石虎進攻厭次，最終生擒出城迎擊的邵續，但厭次城尚由邵續子邵緝等人據守。段匹磾此時回軍，尚離厭次城八十里時就聽聞邵續被擒的消息，于是部眾潰散，石虎也前來襲擊，只因段文鴦奮戰才得以進入厭次城。
太興四年（321年），石勒又派石虎和孔萇進攻厭次，段文鴦力戰被擒，段匹磾無力抵抗，試圖南奔東晉又不行，亦被石虎所捕。至此，晉朝於河北的各個藩鎮皆被攻陷。

### 爭持豫州
建興元年（313年），司馬睿以祖逖為奮威將軍、豫州刺史，祖逖由此開始收復中原的行動，並進據譙城。太興二年（319年）豫州一塢主陳川與祖逖相爭但不敵，於是向石勒投降，祖逖因此討伐陳川，石勒則派石虎率兵救援，將祖逖擊敗，祖逖敗退至淮南。但祖逖於下一年就發動反擊，擊敗守著陳川故城的將領桃豹，並多次邀擊當地的後趙軍隊，當地留戍的後趙兵鎮深為困擾，很多都歸附祖逖。
因為祖逖擅於安撫，不但黃河以南地區的人民歸附祖逖，連石勒根據地河北的塢主也向祖逖報告後趙的情況，以至於石勒不敢以軍事力量強攻豫州，因而決定與祖逖修好，又允許兩地通商。當時祖逖牙門童建殺新蔡內史周密歸降石勒，石勒卻殺死童建並將首級送交祖逖。而祖逖也不接納背叛後趙而歸降的人，因此兩國邊境安定，兗、豫二州人民得以休息，但不少人其實都有雙重身份，同時歸屬東晉與後趙。
實際上，祖逖一直未忘北伐，他將通商獲得的利錢用來準備軍需物資，而且又修繕虎牢城，瞭望四方，並建立壁壘，作為守護豫州土地的堡壘。但壁壘未建成祖逖就死去。永昌元年（322年），石勒因祖逖已死而再度南侵，接替祖逖的祖約不能抵抗，南退至壽春，石勒於是留兵駐屯豫州，豫州再次混亂，再次進入後趙的勢力範圍。同時石勒派兵侵擾徐、兗二州，東晉駐守當地的部隊都只有南退，很多當地塢主都向石勒歸降。
太寧元年（323年），石勒派石虎攻滅一直割據青州的曹嶷，盡有青州。

### 稱霸北方
太宁二年（324年），後趙司州刺史石生進攻前趙河南太守尹平並殺害他，而且掠奪了新安縣五千多戶人。自此開始兩國之間的戰事，作為兩國邊界的河東和弘農兩郡之間淪為戰場。次年西夷中郎將王騰殺并州刺史崔琨並以并州歸降前趙，屢敗於石生的晉司州刺史李矩、穎川太守郭默等也遣使依附前趙，於是前趙大舉進攻後趙。但前趙所派的劉岳被石虎擊敗，遭生擒和坑殺九千餘人，王騰也被石虎攻滅，李矩等被擊敗而南奔東晉，大量部眾歸降後趙。戰後後趙盡有司、豫、徐、兗四州之地。
太和元年（328年），石虎攻蒲阪，前趙帝劉曜親率全國精兵救援蒲阪，大敗石虎，於是乘勢進攻石生鎮守的洛陽，以水灌城，同時又派諸將攻打汲郡和河內郡，後趙舉國震驚。石勒見此，不顧程遐的勸阻執意親自救援洛陽，於是命桃豹、石聰、石堪等到滎陽會合，自己領兵直攻洛陽金鏞城。及至十二月，石勒與後趙諸軍於成皋集合，發現劉曜竟不設守軍，於是輕兵潛行。劉曜直至石勒渡過黃河後才開始準備防禦，從前線捕獲的羯人口中知道石勒親率大軍前來進攻後更為害怕，於是解圍而於洛西列陣。石勒在開始進攻之時曾說：「劉曜設大軍於成皋關防禦，是他的上策；列兵於洛水阻截則次之；坐守洛陽，就會讓我生擒了。」見劉曜列陣於洛西，石勒十分高興，認為必勝無疑，隨後就與石虎及石堪、石聰分三道夾擊劉曜，最終大敗前趙，更生擒劉曜，押送到襄國。
次年，留守長安的前趙太子劉熙知道劉曜被擒後大驚，於是放棄長安而西奔上邽，各征鎮都棄守防地跟隨，導致關中大亂，前趙將領以長安城歸降後趙，石勒又派石虎進攻關中的前趙殘餘力量。終於當年八月，前趙劉胤率大軍反攻長安時被石虎擊敗，前趙一眾王公大臣都被石虎所捕，同年石勒亦殺劉曜，前趙亡。石勒又於咸和二年（327年）派石虎擊敗代王拓跋紇那，逼得對方徙居大寧迴避其軍事威脅。至此後趙除前涼、段部鮮卑的遼西國及慕容鮮卑的遼東國三個政權外幾乎佔領整個中國北方。
太和三年（330年）二月，石勒稱大趙天王，行皇帝事，並設立百官，分封一眾宗室。至九月，石勒正式稱帝。

### 營鄴扶子
石勒稱帝後，於次年四月到鄴城，打算營建鄴城新宮，如張賓昔日所言，以其作為新的都城。當時廷尉續咸大力反對，石勒堅決不納；後中山郡有洪水災害，有百多萬根大木頭隨水沖到堂陽，石勒視此為上天協助自己營建鄴都，於是正式施行，自己親自視察工程。
石勒在稱帝時立了兒子石弘為皇太子，石弘愛好文章，對儒士親敬，並沒有石勒的強悍。然而當時任太尉、尚書令石虎因為戰功顯赫，掌有重兵和實權，徐光和程遐都認為一旦石勒去世，石弘不能駕馭石虎；同時又因石虎怨恨二人，二人擔心一旦石虎奪權會誅滅二人及其宗族，於是多次向石勒進言，要求強化太子權力，讓太子親近朝政，並削弱石虎權力。石勒最終命太子省批核上書奏事，並由中常侍嚴震協助判斷，只有征伐殺人的大事才送交石勒裁決。於是嚴震權力高漲，石虎則失勢，心有不滿。但石勒始終沒有聽從二人除去石虎的建議。
建平三年（332年），石勒到鄴城，到石虎的府第中，石勒知道石虎的不滿，於是允諾皇宮建成後會為他建設新府第，以此作安撫。但其實石虎自太和三年（330年）石勒稱天王時將大單于位封給石宏就十分不滿；對於咸和元年（326年）石勒讓石弘（石宏之兄）駐鎮鄴城和修建鄴城三臺時逼遷其家室的事也懷恨在心。
石勒於建平四年（333年）患病，石虎入侍並詔不許親戚大臣見石勒，因此無人知道石勒的病況。後又矯詔召命石勒用以防備石虎而出為外藩的秦王石宏及彭城王石堪到襄國，將他們留在襄國，即使石勒知道後立刻命二人回到駐地，石虎仍然不讓他們回去，更騙石勒說二人已在歸途上。七月戊辰日（8月17日），石勒逝世，享年六十歲。廟號高祖，諡號明皇帝，葬於高平陵。

## 執政措施
- 石勒重視教育，在段部鮮卑和烏桓都相繼歸附支持自己，王浚勢弱，領下司州、冀州等地安定，人民開始繳納租稅時，在當地設立太學，以明經善書的官吏作文學掾，選了部下子弟三百人接受教育。後來，石勒又在襄國增置宣文、宣教、崇儒、崇訓等十多間小學，選了部下和豪族子弟入學。石勒更曾親臨學校，考核學生對經典意義的理解，成績好的就獲獎賞。
- 石勒稱趙王後，命支雄和王陽為門臣祭酒，專掌胡人訴訟，命張離、劉謨等人為門生主書，專掌胡人出入，且禁制胡人欺侮衣冠華族，以胡人為國人。另又遷徙三百家士族到襄國，置崇仁里讓他們聚居，又置公族大夫統領，實行胡漢分治。[參⁠ 18]
- 石勒亦重視修史工作，命任播、崔濬為史學祭酒，又命記室佐明楷、程陰、徐機撰寫《上黨國記》，中太夫傅彪、賈蒲、江軌撰寫《大將軍起居注》，參軍石泰、石同、石謙、孔隆撰寫《大單于志》。稱帝後又擢升五個太學生為佐著作郎，記錄時事。
- 石勒實行考試機制，初建五品，由張賓領選舉事。後又定九品，命左右執法郎典定士族，並且副任選舉職能。又令僚佐及州郡每年都舉秀才、至孝、廉清、賢良、直言、武勇之士各一人。後來更以王波為記室參軍，典定九流，始立秀、孝試經的制度。又於稱帝後命各郡國設立學官，每郡都置博士祭酒二人，學生一百五十人，經三次考試後才畢業入仕。
- 石勒見百姓久經戰亂，社會秩序剛剛恢復，資源不足，於是下令禁止釀酒，祭祀時都只用發酵一晚的甜酒。數年以後就再沒人釀酒了。
- 石勒又命人重訂度量衡[參⁠ 19]。
- 石勒在北方推度耕作，以右常侍霍皓為勸課大夫，與典農使者朱表及典農都尉陸充等巡核各州郡，核實戶籍，鼓勵農桑。讓收獲最多的人爵五大夫。

## 性格特徵
- 石勒感恩，並會作出報答。例如郭敬在早年曾經對他有恩，接濟過他。後來石勒在上白攻滅乞活軍將領李惲時重遇郭敬，竟立刻下馬抓著他的手，說：「今日相遇，是天意呀！」於是賜他衣服車馬，署他為上將軍，更將原本打算坑殺的李惲餘眾賜給他作為部眾。劉琨曾送還石勒母親以圖招降石勒，雖然石勒拒絕，但仍以厚禮作回報；後來劉琨及石勒雖然互相敵對，但在石勒攻打北中郎將劉演時擒獲其弟劉啓，而劉演和劉啓都是劉琨的侄兒，石勒此時仍然感謝劉琨讓他母子重聚的恩德，不但沒有殺死劉啓，還賜他田宅，命儒官教授他經典。
- 石勒下令禁止說「胡」字，更是所有忌諱字中懲罰最重者，並且凡是帶「胡」字的事物都要改名[參⁠ 20]。但一次有胡人喝醉了，騎馬突入止車門，違反門禁，於是石勒在憤怒之下召責宮門小執法馮翥。馮翥見石勒時十分恐懼，只顧申辯而忘了忌諱，說：「剛才有個醉了的胡人，騎馬進了門，我已經大聲喝止並攔住他，但都不能和他對話。」石勒聽後，沒有憤怒，反而笑說：「胡人正就是難以與之對話的了。」並寬恕了他的罪。
- 石勒雖不識字，但喜好文史，即使行在軍旅仍常聽漢儒講讀中國歷史[註⁠ 2]，隨時發表自己的見解。一次聽到酈食其勸劉邦得天下後分封六國諸王，大喊糟糕，懷疑劉邦怎能平定天下。後來知道張良勸阻，才連忙說「賴有此耳。」可見他天資之高，英明賢達。[註⁠ 3]
- 石勒曾在夜間微服出行，到營衞時曾以錢財賄賂守門者讓他出去，但永昌門門候王假卻不受金錢，更打算收捕他，只因隨從及時來到才未被捕。下一日石勒就召王假為振中都尉，賜爵關內侯。
- 石勒曾問大臣徐光他能比作昔日哪位君主，徐光說石勒神謀武略，比漢朝開國君主劉邦更高，而劉邦以後再沒有人能和石勒比較。石勒笑言徐光說得太誇張，自我評價道：「我若果與劉邦同時，就當作他的臣下，與韓信、彭越皆為其將；若果與漢光武帝劉秀同時，就會與他爭奪中原，不知鹿死誰手。大丈夫行事，應該磊磊落落，如日月皎潔，絕不可以像曹操、司馬懿那樣欺負孤兒寡婦，用奸計奪取天下。」足見石勒尊崇劉邦、劉秀白手興家而貶抑曹操和司馬懿的奪權行為。

## 家庭
| \| \| \| \| \| \| \| \| \| \| \| \| \| \| \| \| \| 赵顺帝 □ \| \| \| \| \| \| \| \| \| \| \| \| \| \| \| \| \| \| \| \| \| \| \| \| \| \| \| \| \| \| \| \| \| \| \| \| \| \| \| \| \| \| \| \| \| \| \| \| \| \| \| \| \| \| \| \| \| \| \| \| \| \| \| \| \| \| \| \| \| \| \| \| \| \| \| \| \| \| \| \| \| \| \| \| \| \| \| \| \| \| \| \| \| \| \| \| \| \| \| \| \| \| 赵威帝 □ \| \| \| \| \| \| \| \| \| \| \| \| \| \| \| \| \| \| \| \| \| \| \| \| \| \| \| \| \| \| \| \| \| \| \| \| \| \| \| \| \| \| \| \| \| \| \| \| \| \| \| \| \| \| \| \| \| \| \| \| \| \| \| \| \| \| \| \| \| \| \| \| \| \| \| \| \| \| \| \| \| \| \| \| \| \| \| \| \| \| \| \| \| \| \| \| \| \| \| \| \| \| 赵宣帝 石邪 \| \| \| \| \| \| \| \| \| \| \| \| \| \| \| \| \| \| \| \| \| \| \| \| \| \| \| \| \| \| \| \| \| \| \| \| \| \| \| \| \| \| \| \| \| \| \| \| \| \| \| \| \| \| \| \| \| \| \| \| \| \| \| \| \| \| \| \| \| \| \| \| \| \| \| \| \| \| \| \| \| \| \| \| \| \| \| \| \| \| \| \| \| \| \| \| \| \| \| \| \| \| 赵元帝 石周曷朱 \| \| \| \| \| \| \| \| \| \| \| \| \| \| \| \| \| \| \| \| \| \| \| \| \| \| \| \| \| \| \| \| \| \| \| \| \| \| \| \| \| \| \| \| \| \| \| \| \| \| \| \| \| \| \| \| \| \| \| \| \| \| \| \| \| \| \| \| \| \| \| \| \| \| \| \| \| \| \| \| \| \| \| \| \| \| \| \| \| \| \| \| \| \| \| \| \| \| \| \| \| \| \| \| \| \| \| \| \| \| \| \| \| \| \| \| \| \| \| \| \| \| \| \| \| \| \| \| \| \| \| \| \| \| \| \| \| \| \| \| \| \| \| \| \| \| \| \| \| 赵明帝 石勒 \| 赵明帝 石勒 \| 赵明帝 石勒 \| 赵明帝 石勒 \| 赵明帝 石勒 \| 赵明帝 石勒 \| \| \| 张越妻 石氏 \| 张越妻 石氏 \| 张越妻 石氏 \| 张越妻 石氏 \| 张越妻 石氏 \| 张越妻 石氏 \| \| \| \| \| \| \| \| \| \| \| \| \| \| \| \| \| \| \| \| \| \| \| \| \| \| \| \| \| \| \| \| \| \| \| \| \| \| 赵明帝 石勒 \| 赵明帝 石勒 \| 赵明帝 石勒 \| 赵明帝 石勒 \| 赵明帝 石勒 \| 赵明帝 石勒 \| \| \| 张越妻 石氏 \| 张越妻 石氏 \| 张越妻 石氏 \| 张越妻 石氏 \| 张越妻 石氏 \| 张越妻 石氏 \| \| \| \| \| \| \| \| \| \| \| \| \| \| \| \| \| \| \| \| \| \| \| \| \| \| \| \| \| \| \| \| \| \| \| \| \| \| \| \| \| \| \| \| \| \| \| \| \| \| \| \| \| \| \| \| \| \| \| \| \| \| \| \| \| \| \| \| \| \| \| \| \| \| \| \| \| \| \| \| \| \| \| \| \| \| \| \| \| \| \| \| \| \| \| \| \| \| \| \| \| \| \| \| \| \| \| \| \| \| \| \| \| \| \| \| \| \| \| \| \| \| \| \| \| \| \| \| \| \| \| \| \| \| \| \| \| \| \| \| \| \| \| \| \| \| \| \| \| \| \| \| \| \| \| \| \| \| \| \| \| \| \| \| \| \| \| \| \| \| \| \| \| \| \| \| \| \| \| 世子 石兴 \| 世子 石兴 \| 世子 石兴 \| 世子 石兴 \| 世子 石兴 \| 世子 石兴 \| \| \| 世子 石弘 \| 世子 石弘 \| 世子 石弘 \| 世子 石弘 \| 世子 石弘 \| 世子 石弘 \| \| \| 秦王 石宏 \| 秦王 石宏 \| 秦王 石宏 \| 秦王 石宏 \| 秦王 石宏 \| 秦王 石宏 \| \| \| 南阳王 石恢 \| 南阳王 石恢 \| 南阳王 石恢 \| 南阳王 石恢 \| 南阳王 石恢 \| 南阳王 石恢 \| \| \| 彭城王 石堪 \| 彭城王 石堪 \| 彭城王 石堪 \| 彭城王 石堪 \| 彭城王 石堪 \| 彭城王 石堪 \| \| \| \| \| \| \| \| \| \| \| \| \| |           |           |           |           |           |  |  |           |           |           |           |             |             |             |             |                 |             |           |           |             |             |             |             |             |             |             |             |             |             |  |  |             |             |             |             |             |             |  |  |  |  |  |  |  |  |  |  |  |  |
| |           |           |           |           |           |  |  |           |           |           |           |             |             |             |             | 赵顺帝 □        |             |           |           |             |             |             |             |             |             |             |             |             |             |  |  |             |             |             |             |             |             |  |  |  |  |  |  |  |  |  |  |  |  |
| |           |           |           |           |           |  |  |           |           |           |           |             |             |             |             |                 |             |           |           |             |             |             |             |             |             |             |             |             |             |  |  |             |             |             |             |             |             |  |  |  |  |  |  |  |  |  |  |  |  |
| |           |           |           |           |           |  |  |           |           |           |           |             |             |             |             | 赵威帝 □        |             |           |           |             |             |             |             |             |             |             |             |             |             |  |  |             |             |             |             |             |             |  |  |  |  |  |  |  |  |  |  |  |  |
| |           |           |           |           |           |  |  |           |           |           |           |             |             |             |             |                 |             |           |           |             |             |             |             |             |             |             |             |             |             |  |  |             |             |             |             |             |             |  |  |  |  |  |  |  |  |  |  |  |  |
| |           |           |           |           |           |  |  |           |           |           |           |             |             |             |             | 赵宣帝 石邪     |             |           |           |             |             |             |             |             |             |             |             |             |             |  |  |             |             |             |             |             |             |  |  |  |  |  |  |  |  |  |  |  |  |
| |           |           |           |           |           |  |  |           |           |           |           |             |             |             |             |                 |             |           |           |             |             |             |             |             |             |             |             |             |             |  |  |             |             |             |             |             |             |  |  |  |  |  |  |  |  |  |  |  |  |
| |           |           |           |           |           |  |  |           |           |           |           |             |             |             |             | 赵元帝 石周曷朱 |             |           |           |             |             |             |             |             |             |             |             |             |             |  |  |             |             |             |             |             |             |  |  |  |  |  |  |  |  |  |  |  |  |
| |           |           |           |           |           |  |  |           |           |           |           |             |             |             |             |                 |             |           |           |             |             |             |             |             |             |             |             |             |             |  |  |             |             |             |             |             |             |  |  |  |  |  |  |  |  |  |  |  |  |
| |           |           |           |           |           |  |  |           |           |           |           |             |             |             |             |                 |             |           |           |             |             |             |             |             |             |             |             |             |             |  |  |             |             |             |             |             |             |  |  |  |  |  |  |  |  |  |  |  |  |
| |           |           |           |           |           |  |  |           |           |           |           | 赵明帝 石勒 | 赵明帝 石勒 | 赵明帝 石勒 | 赵明帝 石勒 | 赵明帝 石勒     | 赵明帝 石勒 |           |           | 张越妻 石氏 | 张越妻 石氏 | 张越妻 石氏 | 张越妻 石氏 | 张越妻 石氏 | 张越妻 石氏 |             |             |             |             |  |  |             |             |             |             |             |             |  |  |  |  |  |  |  |  |  |  |  |  |
| |           |           |           |           |           |  |  |           |           |           |           | 赵明帝 石勒 | 赵明帝 石勒 | 赵明帝 石勒 | 赵明帝 石勒 | 赵明帝 石勒     | 赵明帝 石勒 |           |           | 张越妻 石氏 | 张越妻 石氏 | 张越妻 石氏 | 张越妻 石氏 | 张越妻 石氏 | 张越妻 石氏 |             |             |             |             |  |  |             |             |             |             |             |             |  |  |  |  |  |  |  |  |  |  |  |  |
| |           |           |           |           |           |  |  |           |           |           |           |             |             |             |             |                 |             |           |           |             |             |             |             |             |             |             |             |             |             |  |  |             |             |             |             |             |             |  |  |  |  |  |  |  |  |  |  |  |  |
| |           |           |           |           |           |  |  |           |           |           |           |             |             |             |             |                 |             |           |           |             |             |             |             |             |             |             |             |             |             |  |  |             |             |             |             |             |             |  |  |  |  |  |  |  |  |  |  |  |  |
| |           |           |           |           |           |  |  |           |           |           |           |             |             |             |             |                 |             |           |           |             |             |             |             |             |             |             |             |             |             |  |  |             |             |             |             |             |             |  |  |  |  |  |  |  |  |  |  |  |  |
| 世子 石兴 | 世子 石兴 | 世子 石兴 | 世子 石兴 | 世子 石兴 | 世子 石兴 |  |  | 世子 石弘 | 世子 石弘 | 世子 石弘 | 世子 石弘 | 世子 石弘   | 世子 石弘   |             |             | 秦王 石宏       | 秦王 石宏   | 秦王 石宏 | 秦王 石宏 | 秦王 石宏   | 秦王 石宏   |             |             | 南阳王 石恢 | 南阳王 石恢 | 南阳王 石恢 | 南阳王 石恢 | 南阳王 石恢 | 南阳王 石恢 |  |  | 彭城王 石堪 | 彭城王 石堪 | 彭城王 石堪 | 彭城王 石堪 | 彭城王 石堪 | 彭城王 石堪 |  |  |  |  |  |  |  |  |  |  |  |  |

### 父親
- 周曷朱，羯胡部落小率。

### 母親
- 王氏，早年曾與石勒失散，因劉琨而得以重聚。曾勸石勒不殺石虎。

### 妻子
- 劉氏，石勒的皇后。侍中劉閏中妹，復部胡人。
- 程氏，部下程遐之妹，石弘之母。

### 子女
- 世子石興，319年以前逝世。
- 世子石弘，330年立為皇太子，繼石勒登基。334年石虎將石弘、弘母程氏、石宏、石恢兄弟幽禁，旋即下令殺死。
- 石宏，330年立為秦王。334年石虎將石弘、弘母程氏、石宏、石恢兄弟幽禁，旋即下令殺死。
- 石恢，330年立為南陽王。334年石虎將石弘、弘母程氏、石宏、石恢兄弟幽禁，旋即下令殺死。
- 養子田堪，被石勒收為養子后改姓石，彭城王。333年反石虎敗死。

### 宗室
- 石聰，將領。本為晉朝人，333年反石虎敗死。
- 石生，將領。河東王，333年反石虎失敗，石生被部下斬首，獻給石虎。
- 石朗，將領，在洛陽起兵，於333年反石虎失敗，砍掉石朗的雙腳，再斬首。

### 其他
- 石重貴在墓志銘中自稱是他的後代。[參⁠ 21]。

## 註解
1. ↑  石勒載記作掃虜將軍。
2. ↑  《十六國春秋·卷二》載：「勒雅好文學，雖在軍旅之中，常令儒生讀《春秋》、《史》、《漢》諸傳而聽之。
3. ↑  鄧粲《晉紀》載：「勒手不能書，目不識字，每於軍中令人誦讀，聽之，皆解其意。」表示石勒是文盲，但卻能理解書中意思。
4. ↑   註:

## 延伸阅读
[在维基数据编辑]
 《晉書·卷104》，出自房玄齡《晉書》
 《魏書·卷95》，出自魏收《魏书》
 在维基共享资源阅览影像